# City of Love
City of Love es una película de comedia, crimen y suspenso dirigida por Èric Boadella y escrita por Boadella y Sara Pattarini. La película está protagonizada por Robert DeCesare, Kathryn Schott, Taylor Nichols y Mario Tardón.

## Sinopsis
Después de 20 años en prisión, un ex recluso se convierte en conductor de viajes compartidos para ponerse al día con su vida en sociedad.

## Reparto
- Robert DeCesare como Spencer Combs
  - Daniel Reed Ferrell como Joven Spencer
- Kathryn Schott como Molly Sullivan
- Taylor Nichols como Ted Larsson
- Mario Tardón como Thomas
- Myron Donley como Henry
- Heidi Méndez como Tía Lidia
- Samuel Garnett como Will Patterson
- Paul Dinh-McCrillis como Jeff Harding
  - Eric Riggs como Joven Jeff Harding
- Kristen Vaganos como Stephanie
- Nick Bardin como Sergej Zudarovich
- Joel Riley Martin como Sal Murphy
- Chrissy Bergeron como Lourdes Combs
- Yessi Sanchez como Babel
- Michael Cortez como Inspector Ramirez
- Kelvin Adekunle como Nick
- Isabella Cohen como Anne
- Olivia Cohen como Mary
- Bunny Gibson como Jackie
- Tryphena Wade como Oficial Flynn
- Vasilisa Badeka como Hija

## Producción
Las escenas de automóviles de la película se rodaron en un estudio y los exteriores se compusieron juntos. Boadella dijo que solo fue posible hacerlo durante la pandemia porque los estudios vacíos fueron lo suficientemente generosos como para ofrecerles una tarifa de un día por toda la película.

## Estreno
La película se estrenó en el Festival Internacional de Cine de Nueva Jersey el 28 de enero de 2023, se proyectó en el Festival de Cine Independiente de DC, NewFilmmakers Los Ángeles y fue estrenada en video bajo demanda el 19 de diciembre de 2023 por Freestyle Digital Media.